# 12. slovenska narodnoosvobodilna udarna brigada
12. slovenska narodnoosvobodilna udarna brigada je bila partizanska brigada med drugo svetovno vojno, ki je bila del 15. divizije NOVJ. 12. SNOUB, imenovana tudi Štajerska, je bila formirana v Mokronogu 24. septembra 1943 kot 12. SNOB iz dela Šlandrove brigade in dela Gubčeve brigade. 1. marca 1945 je postala udarna.

## Organizacija in struktura
Poletje 1943
- štab
- 1. bataljon
- 2. bataljon
- 3. bataljon
- 4. bataljon

7. november 1943
- štab
- 1. bataljon
- 2. bataljon
- 3. bataljon

## Moštvo
- 21. oktober 1943 - 1250 mož[2]
- 11. november 1943 (po zadnji ofenzivi nemške operacije Wolkenbruch) - 772 pripadnikov[2]
- 18. december 1943 (po koncu partizanskih napadov na Novo mesto) - 543 pripadnikov [3]

## Poveljniki
Poveljnik brigade
- Radomir Božović (24. september 1943 - 20. december 1943)

Namestnik poveljnika
- Ilija Badovinac (24. september 1943 - 26. november 1943)
- Radoje Perović (26. september 1944 - 8. januar 1945)

Načelnik štaba
- Jovo Vukša (16. december 1943 - 10. januar 1944)
- Radoje Perović (8. januar 1945 - 18. februar 1945)